# Чатур-вьюха
Чатур-вьюха — понятие в гаудия-вайшнавском богословии, так называемая «теория божественной эманации». Чатур-вьюха — это четверная экспансия Нараяны, в которой Нараяна распространяет себя в четыре ипостаси: Васудеву, Санкаршану, Прадьюмну и Анируддху. Различные философы и богословы по-разному формулируют доктрину чатур-вьюхи.
Понятие вьюхи развилось из более ранних теологических представлений о том, что верховное божество может делиться и распространять себя в различные формы, одновременно оставаясь единым, неизменным и трансцендентным. Впервые доктрина вьюхи была сформулирована в религиозной системе панчаратра (ранней форме вайшнавизма). В «Панчаратра-самхитах» («Ишвара-самхите», «Шрипрашна-самхите» и «Нарада-панчаратре») впервые встречается описание чатур-вьюхи — четверной экспансии божества. Изначальной и высшей ипостасью чатур-вьюхи выступает всемогущее, верховное божество Васудевы, проявляющее из себя три другие божества: сначала Санкаршану, а затем Прадьюмну и Анируддху. Каждое новое божество чатур-вьюхи выходит из предыдущего, одновременно продолжая оставаться частью породившего его божества.
Каждое из этих четырёх божеств ассоциируется с определённым аспектом существования (сознанием, умом и т. д.).